# Vysoká škola Karla Engliše
Vysoká škola Karla Engliše, a.s. (VŠKE) byla soukromá vysoká škola v Brně. Škola měla formu akciové společnosti, předseda dozorčí rady byl akcionář Ing. Ladislav Chodák. Statutárním orgánem bylo představenstvo, které mělo jednoho člena - předsedu. Škola vznikla v roce 1999 v Brně (2012-13 sídlila v Ostravě) a státní souhlas k výuce získala roku 2000. Škola poskytovala intenzivní výuku češtiny pro cizince v Centru jazykové a odborné přípravy. Činnost školy byla ukončena v roce 2019. Její studující převzala AMBIS vysoká škola.
Vysoká škola Karla Engliše nabízela bakalářské studium v denní a kombinované formě. V rámci spolupráce s vyššími odbornými školami připravila škola pro uchazeče o dokončení bakalářského vzdělání možnost uznání zkoušek, které absolvovali v rámci studia na vyšších odborných školách. Školné činilo 42 000 Kč za akademický rok pro prezenční studium a 40 000 Kč pro kombinované studium, hradilo se jednorázově před zápisem do semestru. Bylo možné získat stipendia.

## Ústavy vysoké školy
Škola se skládala z ústavů:
- Ústav ekonomie
- Ústav bezpečnosti
- Ústav práva
- Ústav informatiky
- Ústav managementu

## Studium
Na škole bylo možno studovat bakalářské studijní programy:
- studijní program Ekonomika a management
  - obor Ekonomika a právo v podnikání
  - obor Management v podnikání
- studijní program Bezpečnostně právní studia
  - obor Bezpečnostně právní činnost
  - obor Technologie ochrany osob a majetku

Škola měla akreditované také kombinované studium, celoživotní vzdělávání a další vzdělávací kurzy.

## Časopis Právo a bezpečnost
Škola od roku 2014 vydávala recenzovaný časopis Právo a bezpečnost, ISSN 2336-5323. V letech 2014-16 vycházel časopis 2x ročně a od roku 2017 vycházel 3x ročně. Zaměřoval se na trestní právo, správní právo trestní, správu ozbrojených sil a ozbrojených sborů a otázky bezpečnosti. Škola v letech 2006-13 vydávala recenzovaný odborný časopis – pololetník Periodica academica, ISSN 1802-2626.

## Rektoři
- doc. JUDr. Karel Schelle, CSc. 2001-03
- doc. Ing. Lubomír Odehnal, CSc. 2003-05
- prof. Ing. Jiří Herynk, CSc. 2005-06
- doc. PhDr. Ladislav Zapletal, CSc. 2006-08
- doc. Ing. Jan Lojda, CSc. 2008-09
- doc. PhDr. Ladislav Zapletal, CSc. 2010-12
- prof. Ing. Renáta Hótová, Ph.D. 2012-13
- doc. Ing. Rudolf Horák, CSc. 2013
- Ing. Jiří Koleňák, Ph.D. 2013-14
- doc. JUDr. Zdeněk Koudelka, Ph.D. 2014-18
- Dr. Martina Mannová 2018-19

## Aféry Vysoké školy Karla Engliše v tisku
- 19. 5. 2004 – Prorektor obviněný v případě Berka jde do vazby[4]
- 15. 4. 2006 – Někdejší prorektor VŠ Větrovec nabízel titul[5]
- 6. 9. 2006 – "Berkova škola" dál přitahuje politiky[6]
- 1. 3. 2007 – Česká "chobotnice" na brněnské vysoké škole[7]
- 18. 5. 2007 – Jančík zvýhodňuje soukromou školu[8]
- 1. 4. 2011 – Škola vyhodila prorektora, který vedl bakalářskou práci primátora Onderky[9]
- 12. 1. 2012 – Vysoká škola kupčila s pozemky. Kraj je prodal pod cenou[10]
- 2013 – Rektor vystavil diplom policistovi, který ani není v evidenci studentů[11]
- 10. 4. 2013 – Vysoká škola Karla Engliše v Ostravě vybrala školné, ale nemá učitele[12]
- 22. 4. 2013 – Akreditační komise si posvítí na Vysokou školu Karla Engliše[13]